# تجربة اجتماعية
التجربة الاجتماعية عبارة عن تجربة تضم متطوعين بشريين، وغالبًا ما تهدف إلى تقصي الحقائق حول مجموعات الأشخاص. وكتجربة، تهدف التجربة الاجتماعية إلى تقييم تأثيرات الوسائل العلاجية، مثل التغيير في البرامج أو السياسات. على سبيل المثال، يمكن أن تستخدم دراسة لقاح الإنفلونزا لتقييم أعداد الأجسام المضادة لدى المتطوعين البشريين، أما التجربة الاجتماعية فيمكن أن تستخدم لتقييم تأثيرات اللقاح على صحة الأسرة أو الأصدقاء.
وبعض التجارب، مثل تجربة الحفاظ على الدخل في سياتيل - دينفر ودراسة التأمين الصحي التي تم إجراؤها في معهد راند، كانت ضخمة وحازت على دعاية كبيرة. كما تم كذلك الإعلان عن بعض «التقييمات التجريبية الحديثة للغاية لبرامج رفاهية العمل التي تديرها الولاية والبرامج التي تتم إدارتها بموجب قانون شراكة التدريب على الوظائف لعام 1982». وهناك تجارب أخرى، رغم ذلك، كانت تتسم بالصغر والغموض. وقد قامت بعضها «بإجراء اختبارات تجريبية للإبداعات الكبيرة في السياسات الاجتماعية»، وبعضها «تم استخدامه من أجل تقييم التغييرات التزايدية في البرامج الموجودة»، في حين أن بعضها «قامت بتوفير الأساس لتقييم الفاعلية الإجمالية لبرامج ضخمة موجودة بالفعل». وقد تم استخدام أغلبها «لتقييم السياسات التي تستهدف مجموعات السكان المحرومة».

## التبرير الأخلاقي
في الغالب، تم تنفيذ التجارب الاجتماعية لأنها تتيح القدرة على ملاحظة السلوكيات البشرية في المواقف الاجتماعية غير المعتادة. واليوم، أصبح من الصعب للغاية الحصول على موافقة مجالس الأخلاقيات من أجل تنفيذ السلوكيات الاجتماعية، خصوصًا بعد تجارب مثل اختبار ملغرام أو اختبار سجن ستانفورد. وقد تم توجيه النقد إلى هاتين التجربتين من المجتمع العلمي، وتم تمييزها على أنها ضارة من الناحية البدنية والنفسية للمشاركين.